# Bad Dürkheim (distrito)
Bad Dürkheim é um distrito (kreis ou landkreis) da Alemanha localizado no estado da Renânia-Palatinado.

## Cidades e municípios
| Cidades (livres):            | Município (livres): |
| 1. Bad Dürkheim 2. Grünstadt | 1. Haßloch          |

| Verbandsgemeinden | Verbandsgemeinden | Verbandsgemeinden |
| --- | --- | --- |
| - 1. Deidesheim 1. Deidesheim1, 2 2. Forst an der Weinstraße 3. Meckenheim 4. Niederkirchen bei Deidesheim 5. Ruppertsberg - 2. Freinsheim 1. Bobenheim am Berg 2. Dackenheim 3. Erpolzheim 4. Freinsheim1, 2 5. Herxheim am Berg 6. Kallstadt 7. Weisenheim am Berg 8. Weisenheim am Sand | - 3. Grünstadt-Land [sede: Grünstadt] 1. Battenberg 2. Bissersheim 3. Bockenheim an der Weinstraße 4. Dirmstein 5. Ebertsheim 6. Gerolsheim 7. Großkarlbach 8. Kindenheim 9. Kirchheim an der Weinstraße 10. Kleinkarlbach 11. Laumersheim 12. Mertesheim 13. Neuleiningen 14. Obersülzen 15. Obrigheim 16. Quirnheim | - 4. Hettenleidelheim 1. Altleiningen 2. Carlsberg 3. Hettenleidelheim1 4. Tiefenthal 5. Wattenheim - 5. Lambrecht 1. Elmstein 2. Esthal 3. Frankeneck 4. Lambrecht1, 2 5. Lindenberg 6. Neidenfels 7. Weidenthal - 6. Wachenheim 1. Ellerstadt 2. Friedelsheim 3. Gönnheim 4. Wachenheim1, 2 |
| 1sede do Verbandsgemeinde; 2cidade | | |